# Villa fumea
Villa fumea är en tvåvingeart som beskrevs av Roberts 1928. Villa fumea ingår i släktet Villa och familjen svävflugor. Inga underarter finns listade i Catalogue of Life.